# Scottish League Two
A Scottish League Two ou Liga 2 da Escócia, também conhecida como cinch League Two por conta do patrocínio, é uma competição equivalente à quarta divisão da Liga de Futebol Profissional da Escócia (em inglês:  Scottish Professional Football League — SPFL), a liga masculina entre clubes de futebol profissional da Escócia. A Scottish League Two foi criada em julho de 2013, depois que a Liga de Futebol Profissional da Escócia foi formada pela fusão da Premier League da Escócia (em inglês:  Scottish Premier League — SPL) e da Liga de Futebol da Escócia (em inglês:  Scottish Football League — SFL).

## Regulamento
A Scottish League Two é disputada por 10 clubes em quatro turnos no sistema de sistema de pontos corridos: três pontos por vitória, um por empate e zero por derrota. Ao final das 36 rodadas, o clube com mais pontos será coroado campeão.

### Promoção e rebaixamento
O campeão é automaticamente promovido à Scottish League One, a terceira divisão escocesa. Os segundo, terceiro e quarto colocados junto com o penúltimo colocado da Scottish League One, disputarão uma repescagem ("mata-mata") em jogos de ida e volta por uma vaga na terceira divisão na temporada seguinte.
Na parte de baixo da classificação, o último colocado disputará uma repescagem em jogos de ida e volta contra os campeões da Highland League (quinta divisão) e da Lowland League (quinta divisão) por uma vaga na quarta divisão da temporada seguinte.

## Campeões
| Edição  | Campeão         | Vice-campeão    |         | Artilheiro                        | Artilheiro |
| Edição  | Campeão         | Vice-campeão    | Jogador | Gols                              |            |
| ------- | --------------- | --------------- | ------- | --------------------------------- | ---------- |
| 2013–14 | Peterhead       | Annan Athletic  | [ 5 ]   | Rory McAllister (Peterhead)       | 32         |
| 2014–15 | Albion Rovers   | Queen's Park    | [ 6 ]   | Peter Weatherson (Annan Athletic) | 22         |
| 2015–16 | East Fife       | Elgin City      | [ 7 ]   | Nathan Austin (East Fife)         | 22         |
| 2016–17 | Arbroath        | Forfar Athletic | [ 8 ]   | Shane Sutherland (Elgin City)     | 18         |
| 2017–18 | Montrose        | Peterhead       | [ 9 ]   | David Goodwillie (Clyde)          | 25         |
| 2018–19 | Peterhead       | Clyde           | [ 10 ]  | Blair Henderson (Edinburgh City)  | 30         |
| 2019–20 | Cove Rangers    | Edinburgh City  | [ 11 ]  | Mitch Megginson (Cove Rangers)    | 24         |
| 2020–21 | Queen's Park    | Edinburgh City  | [ 12 ]  | Kane Hester (Elgin City)          | 15         |
| 2021–22 | Kelty Hearts    | Forfar Athletic | [ 13 ]  | Nathan Austin (Kelty Hearts)      | 17         |
| 2022–23 | Stirling Albion | Dumbarton       | [ 14 ]  | Tommy Goss (Annan Athletic)       | 23         |